# Як-24
„Як-24“ е съветски граждански вертолет, произвеждан серийно от 1955 г.

## История
В края на 1951 г., след неуспеха с първия си хеликоптер Як-100, КБ на Яковлев започва разработката на нов модел вертолет, който получава обозначението Як-24. След интензивни наземни тестове с четирите първоначално създадени прототипа е извършен и първия полет на 3 юли 1952 г. Официално полетните изпитания приключват 3 години по-късно – през 1955 г. Непосредствено след края им започва и серийното производство. Произведени са над 100 машини от модела.

## Технически данни
Як-24 е изпълнен по двувинтова тандемна схема. Корпусът е с дължина 21,34 м. Може да превозва до 30 тежковъоръжени десантчици или товари с тегло до 3000 кг.
Двата носещи винта са с четиривитлови, с еднакъв диаметър – 20 м. Задният винт е монтиран на по-голяма височина от предния, върху вертикалния стабилизатор на фюзелажа. Под него са монтирани хоризонтални стабилизатори, на чиито краища са монтирани вертикални стабилизатори.
Шасито е четириопорно с единични колела, неприбиращо се по време на полет. Опорите са изнесени на значително разстояние от корпуса с цел придаване на по-висока устойчивост. На машината са монтирани 2 радиални бутални двигателя от типа АШ-82В с мощност по 1700 к.с. (1268 kW).

## Модификации
- Як-24А – гражданска модификация на хеликоптера. Вместимост до 30 пътници. Произвеждан от 1960 г.
- Як- 24Б – гражданска VIP модификация на хеликоптера с по-къс фюзелаж и комфортно обзаведен пътнически салон. Вместимост 9 пътници. Произвеждан от 1960 г.
- Як-24УБ – модификация на хеликоптера с подобрен дизайн, по-мощни двигатели и повишена товароподемност (40 десантчици в пълно бойно снаряжение или товари с маса до 3500 кг). Произвеждан от 1959 г. Произведени са около 50 машини.
- Як-24П – гражданска модификация на хеликоптера с турбовинтови двигатели. Вместимост до 45 пътници. Останал само като демонстрационен модел. 1961 г.